# Miro Varvodić
Miro Varvodić (Spalato, 15 maggio 1989) è un calciatore croato, portiere svincolato.
Figlio in arte di Zoran Varvodić.

## Palmarès
- Campionato azero: 1

Qarabağ: 2013-2014